# Octomeles
Octomeles, monotipski biljni rod, dio porodice Tetramelaceae. Jedina je vrsta O. sumatrana, veliko brzorastuće stablo rašireno po tropskoj Aziji i zapadnom Pacifiku, od otoka Sumatra, pa preko Bornea, Moluka i Nove Gvineje do Solomonovog otočja.
Može narastpo preko 60 metara visine, a po neprovjerenim izvještajima i preko 80 metara
Često raste uz rijeke, na visinama do 1 000 metara. Koristi se i u prehrambene i medicinske svrhe. Njegovi mladi listovi kuhaju se i jedu kao povrće, a od njih se radi i ekstrakt za liječenje trbuhobolje.
Stabla ove vrste koriste se i za stabilizaciju tla.

## Sinonimi
- Octomeles moluccana Warb.